# Vladímiro-Petrovka
Vladímiro-Petrovka (en rus: Владимиро-Петровка) és un poble del krai de Primórie, a l'Extrem Orient de Rússia, que en el cens del 2010 tenia 1.179 habitants.